# آخرالزمان (مسیحیت)

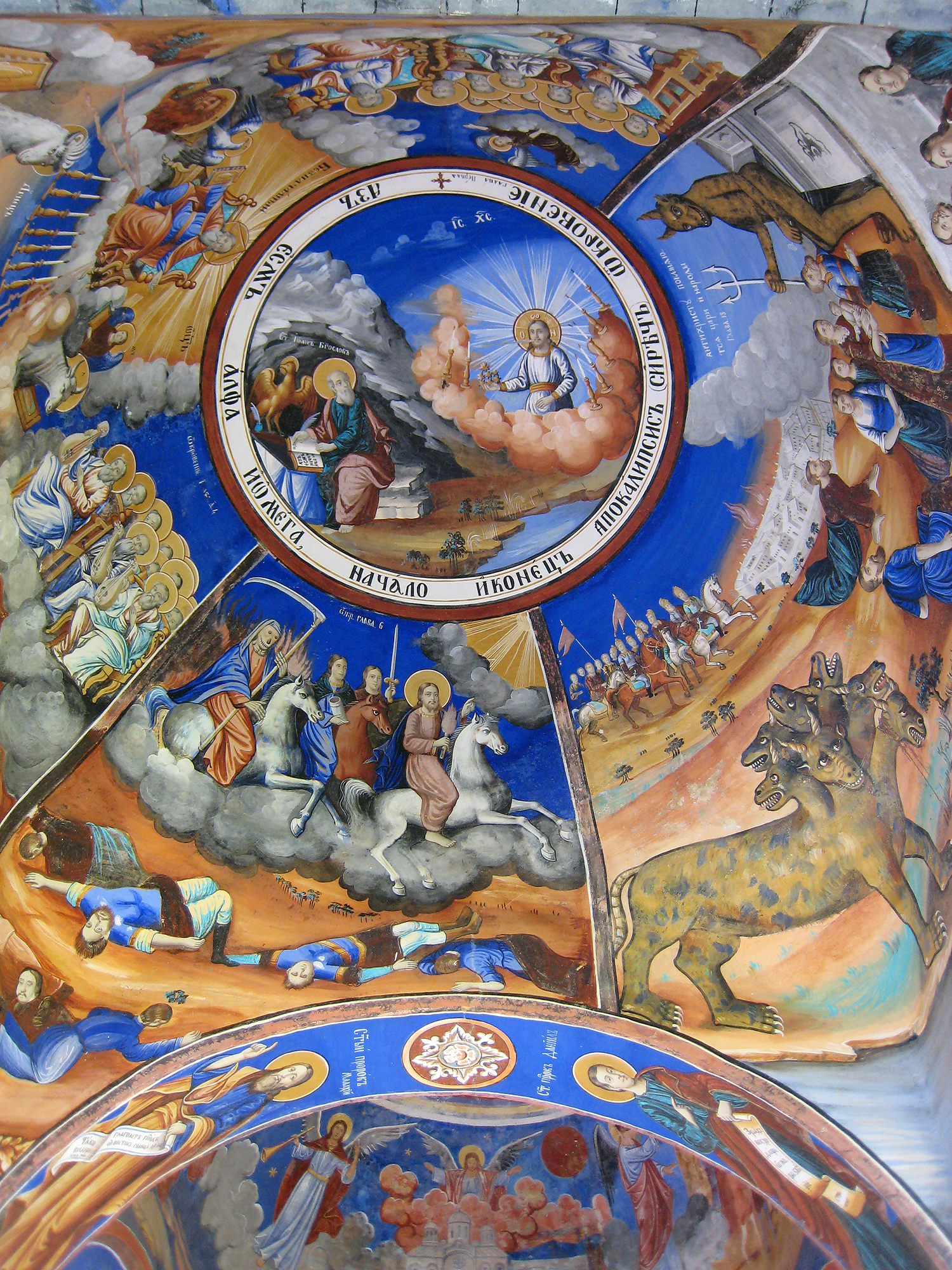
آخرالزمان در مسیحیت ارتدوکس: فرسکو در صومعهٔ اسوگوو، جمهوری مقدونیه

آخرالزمان، قیامت یا قیامت‌بینی (زبان یونانی باستان: ἀποκάλυψις apocálypsis, از ἀπό و καλύπτω به معنی 'un-covering') یا آپوکالیپس (انگلیسی:apocalypse) ترجمه شده از یونانی و به معنای فاش‌سازی (disclosure) یا کشف و شهودِ (revelation) معرفتی بزرگ است. این مفهوم تا قرن ۱۴ به انگلیسی وارد نشده بود. به لحاظ تاریخی، این واژه، همان‌طور که در مکاشفات پیش‌گویانهٔ مربوط به فرجام‌شناسی که از طریق رؤیا یا شهود معنوی به دست می‌آید به کرّات دیده می‌شود، به شدّت مضمونی دینی دارد. در کتاب مکاشفهٔ یوحنا، آخرین انجیل از انجیل‌های چهارگانهٔ رسمی، وحیی که یوحنا دریافت می‌کند از پیروزی نهایی خیر بر شر و پایان عصر حاضر حکایت دارد.
در تمام متون، حوادث شهود شده معمولاً دربردارندهٔ داستانی مربوط به پایان جهان، یا مکاشفه‌ای از مکان‌هایی الاهی، بهشتی یا روحانی است. کتاب‌های بسیار دیگری در مسیحیّت و یهودیّت هست که می‌تواند قیامت‌بینانه طبقه‌بندی شود.

## خاستگاه

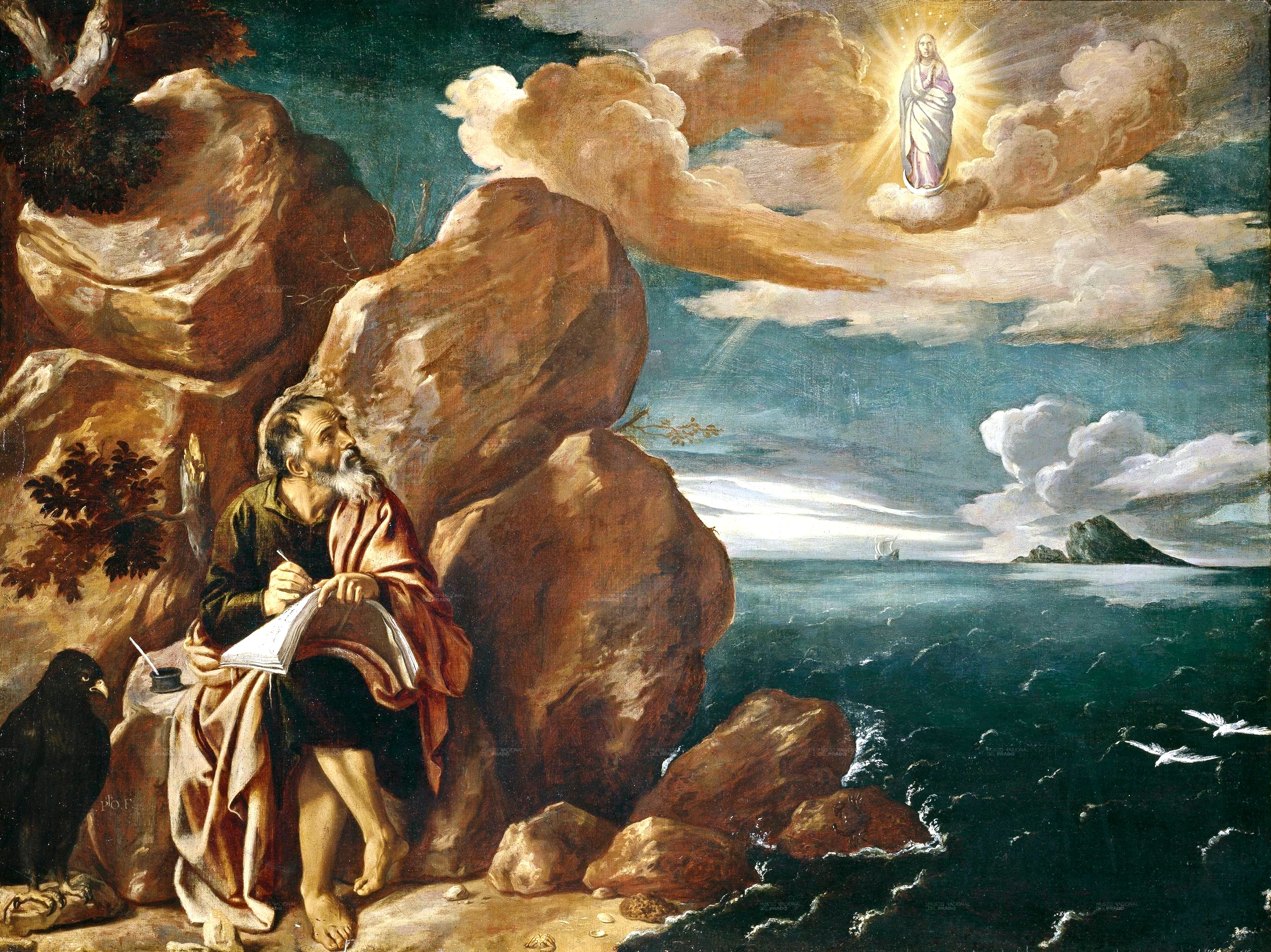
قدّیس یوحنّا در حال مکاشفه

مکاشفه می‌تواند از طریق یک رؤیا باشد، همان‌طور که در کتاب دانیال نبی، یا از طریق یک شهود، همان‌طور که در مکاشفهٔ یوحنّا. در واژگان کتاب مقدّس، مکاشفه چیزی است که از طرف خداوند به انسان نشان داده می‌شود. واژه‌های دیگری که برای توصیف مکاشفه به کار می‌رود عبارت است از: قیامت‌بینی (apocalypse)، غیب‌گویی (prophecy)، رفع حجاب (unveiling). رؤیاها یا شهودهای قیامت‌بینانه حقایقی پنهان را دربارهٔ خدا، زندگی انسان و جهان معنا نشان می‌دهد. این شهودها و رؤیاها معمولاً بینش‌هایی را در مورد جهان پس از مرگ روشن می‌سازند.

### مکاشفات آباء[۴]
| آدم                         | هبوطی ۵۵۰۰ ساله         | آدم به بهشت بازخواهد گشت وقتی که مسیح بیاید و او و فرزندانش را نجات دهد.                   |
| خنوخ                        | ده هفته از سرنوشت جهان  | عذاب به وسیلهٔ سیل تا نجات درستکاران و نابودی جهان                                          |
| فرشتگان ناظر (The Watchers) | محبوس شدن به مدت ۷۰ نسل | برای فریفتن زنان و کاشتن تخم افراد شرور                                                    |
| نوح                         | نابودی فرزندان قابیل    | آنان که به شئول (مکان نکوهش) می‌روند، در ظلمتی ژرف خواهند بود و به مرگی شدید از بین می‌روند. |
| ابراهیم                     | شهود بهشت و شئول        | مشرکان و قاتلان قومش                                                                       |